# 축측투상
축특투상(軸測投象)은 대상물의 좌표과 투상면이 경사를 이룬 직각 투상이다. 평면·정면·측면인 모두 화면에 그려지는 투상법으로 도면의 크기를 직접 측정할 수 있다.